# Contre-la-montre féminin de cyclisme sur route aux Jeux olympiques d'été de 2000
Navigation
Atlanta 1996 Athènes 2004
La contre-la-montre féminin de cyclisme sur route, épreuve de cyclisme des Jeux olympiques d'été de 2000, a lieu le 30 septembre 2000 dans les rues de Sydney. La course s'est déroulée sur 31,2 kilomètres.

## Résultats
| Rang                                | Cycliste               | Pays        | Temps        |
| ----------------------------------- | ---------------------- | ----------- | ------------ |
| Médaille d'or, Jeux olympiques      | Leontien van Moorsel   | Pays-Bas    | 42 min 00 s  |
| Médaille d'argent, Jeux olympiques  | Mari Holden            | États-Unis  | + 37 s       |
| Médaille de bronze, Jeux olympiques | Jeannie Longo-Ciprelli | France      | + 52 s       |
| 4.                                  | Anna Wilson            | Australie   | + 58 s       |
| 5.                                  | Joane Somarriba        | Espagne     | + 1 min 06 s |
| 6.                                  | Clara Hughes           | Canada      | + 1 min 12 s |
| 7.                                  | Judith Arndt           | Allemagne   | + 1 min 31 s |
| 8.                                  | Hanka Kupfernagel      | Allemagne   | + 1 min 37 s |
| 9.                                  | Diana Žiliūtė          | Lituanie    | + 1 min 39 s |
| 10.                                 | Edita Pučinskaitė      | Lituanie    | + 1 min 48 s |
| 11.                                 | Mirjam Melchers        | Pays-Bas    | + 2 min 12 s |
| 12.                                 | Zulfiya Zabirova       | Russie      | + 2 min 22 s |
| 13.                                 | Catherine Marsal       | France      | + 2 min 27 s |
| 14.                                 | Ceris Gilfillan        | Royaume-Uni | + 2 min 29 s |
| 15.                                 | Geneviève Jeanson      | Canada      | + 2 min 32 s |
| 16.                                 | Karen Kurreck          | États-Unis  | + 2 min 33 s |
| 17.                                 | Yvonne McGregor        | Royaume-Uni | + 2 min 37 s |
| 18.                                 | Teodora Ruano          | Espagne     | + 2 min 37 s |
| 19.                                 | Tatiana Stiajkina      | Ukraine     | + 2 min 45 s |
| 20.                                 | Solrun Flataas         | Norvège     | + 3 min 01 s |
| 21.                                 | Tracey Gaudry          | Australie   | + 3 min 11 s |
| 22.                                 | Nicole Brändli         | Suisse      | + 3 min 16 s |
| 23.                                 | Olga Slyusareva        | Russie      | + 3 min 51 s |

## Abandon
- Alessandra Cappellotto : pas au départ

## Sources
- Résultats complets sur sports-reference.com
- (en) Résultats complets sur cyclingnews.com